# 王汝璧
王汝璧（？—1806年），字鎮之，四川重慶府銅梁縣，清朝官員。官至刑部侍郎。

## 生平
乾隆三十一年（1766年）進士。授吏部主事，歷升員外郎、郎中。乾隆四十八年（1783年）出任直隸順德府知府，調保定府。因審查建昌盜馬案未能親自詢問，被奪官，遣戍軍臺。不久，獲准贖罪，降授同知，署任直隸宣化府同知。累升正定府知府、大名道。
嘉慶四年（1799年），升任山東按察使。嘉慶五年（1800年），遷江蘇布政使。次年，護理巡撫，不久授安徽巡撫。因據實上奏災情，得到仁宗嘉許。嘉慶八年（1803年），召授內閣學士，擢禮部侍郎。同年，復授安徽巡撫。嘉慶九年（1804年），召授兵部侍郎，調刑部侍郎。因病請求解任。嘉慶十一年（1806年）卒。有《銅梁山人詩集》二十五卷。

## 家族
父王恕爲康熙進士，曾任福建巡撫。兄王汝嘉亦爲進士，官至翰林院檢討。